# Anna Radziwiłł

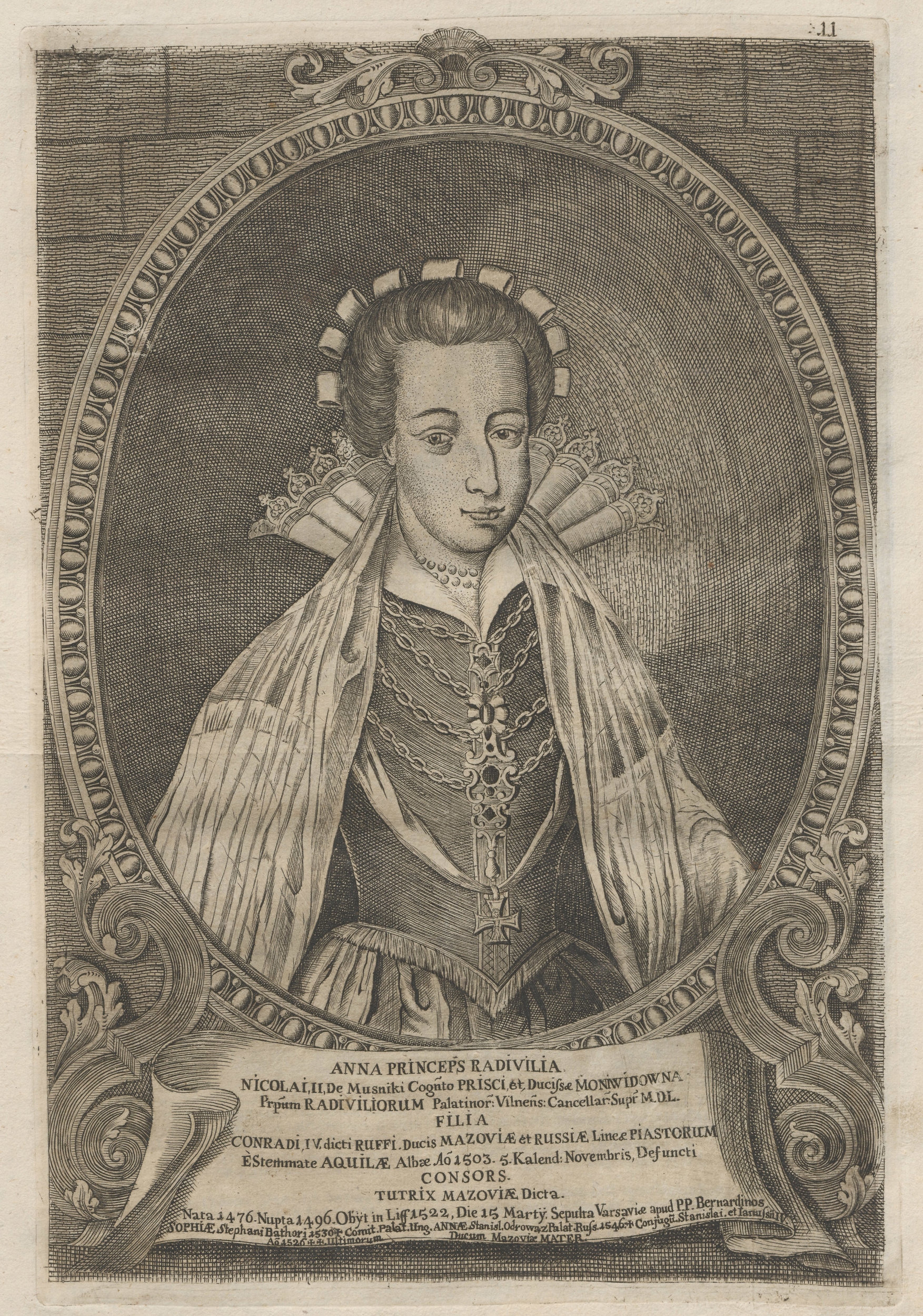
Porträt

Anna Radziwiłł (litauisch Ona Radvilaitė; * 1476; † 1522 auf der Burg in Liw) war eine litauische Adelige und masowische Herzogin. Sie entstammte dem Adelsgeschlecht der Radziwiłł und heiratete in die masowischen Piasten ein.

## Leben
Anna war Tochter des Großkanzlers von Litauen Mikalojus Radvilaitis († 1509) und Zofia Anna Moniwid. Um 1496/1497 heiratete sie Konrad III. von Masowien. Mit ihm hatte sie die Kinder Sophia von Masowien, die Ehefrau des ungarischen Palatin Stephan Báthory und nach dessen Tod des kroatischen Magnaten Ludwik Pekry, sowie die Tochter Anna von Masowien, und die Söhne Stanisław von Masowien und Janusz III.
Nach Konrads Tod 1503 wurde sie Regentin für ihre unmündigen Söhne in Masowien. Sie widersetzte sich der Inkorporation von Masowien in die Krone des Königreichs Polen. 1504 konnte sie auf dem Sejm erreichen, dass König Alexander ihre Söhne mit Ländereien in Masowien, den Landen Warschau, Ciechanów, Łomża und Nowogród belehnte. Ihre Regentschaft endete 1518, als der masowische Adel deren Ende forderte. Sie blieb aber bis zu ihrem Tod die Machthaberin hinter ihren Söhnen. Sie versuchte ab 1511 Warschau zum Bischofssitz zu erheben, was jedoch auf den Widerstand des polnischen Königs Sigismund des Alten stieß. Sie förderte die Stadt Ostrów Mazowiecka, wofür ihr der Magistrat 2004 ein Denkmal setzte. Sie wurde in der Warschauer Annakirche beigesetzt.